# Baía do Lobito
Baía do Lobito är en vik i Angola.   Den ligger i provinsen Benguela, i den västra delen av landet, 400 kilometer söder om huvudstaden Luanda.
Omgivningarna runt Baía do Lobito är i huvudsak ett öppet busklandskap. Runt Baía do Lobito är det ganska glesbefolkat, med 24 invånare per kvadratkilometer.